# 22 Lyncis
22 Lyncis är en gulvit stjärna i huvudserien i stjärnbilden Lodjuret.
22 Lyncis har visuell magnitud +5,36 och är synlig för blotta ögat vid god seeing. Den befinner sig på ett avstånd av ungefär 66 ljusår.